# Ilma Urrutia
Ilma Julieta Urrutia Chang (1962) è una modella guatemalteca incoronata Miss International 1984.
Ilma Urrutia aveva in precedenza partecipato a Miss Universo 1984 a Miami in Florida, dove era giunta sino alle semifinali. Successivamente nello stesso anno, aveva preso parte a Miss International a Yokohama in Giappone, dove grazie alla vittoria, ha donato al Guatemala la prima corona di un concorso di bellezza internazionale.